# 교육평가표준 공동위원회
교육 평가 표준 공동 위원회 (Joint Committee on Standards for Educational Evaluation, JCSEE)는 미국 및 캐나다에 기반을 둔 표준화 기구 (SDO)이다.
공동 위원회는 표준화된 평가의 품질을 향상시키는 데 기여하기 위해 1975년 주요 전문가 협회의 연합으로 형성되었다. 위원회는 평가의 3가지 기준 집합을 제시하였는데, '직원 평가 기준', '프로그램 평가 기준', '학생 평가 기준'이 그것이다.
1. ↑  “Joint Committee on Standards for Educational Evaluation” (미국 영어). 2024년 12월 13일에 확인함.